# Strzelectwo na Letnich Igrzyskach Olimpijskich 1964
Strzelectwo na Letnich Igrzyskach Olimpijskich 1964 w Tokio rozgrywane było w dniach 15–17 października. W zawodach wzięło udział 262 strzelców, wyłącznie mężczyzn, z 51 krajów.

## Medaliści
| Konkurencja                                           | Złoto            | Wynik | Srebro             | Wynik | Brąz                | Wynik |
| Pistolet szybkostrzelny, 25 m (szczegóły)             | Pentti Linnosvuo | 592   | Ion Tripșa         | 591   | Lubomír Nácovský    | 590   |
| Pistolet dowolny, 50 m (szczegóły)                    | Väinö Markkanen  | 560   | Franklin Green     | 557   | Yoshihisa Yoshikawa | 554   |
| Karabin małokalibrowy leżąc, 50 m (szczegóły)         | László Hammerl   | 597   | Lones Wigger       | 597   | Tommy Pool          | 596   |
| Karabin małokalibrowy, trzy postawy, 50 m (szczegóły) | Lones Wigger     | 1164  | Weliczko Weliczkow | 1152  | László Hammerl      | 1151  |
| Karabin dowolny, trzy postawy, 300 m (szczegóły)      | Gary Anderson    | 1153  | Szota Kweliaszwili | 1144  | Martin Gunnarsson   | 1136  |
| Trap (szczegóły)                                      | Ennio Mattarelli | 198   | Pāvels Seničevs    | 194   | William Morris      | 194   |

## Klasyfikacja medalowa
| Lp. | Państwo           |   |   |   | Razem |
| --- | ----------------- | - | - | - | ----- |
| 1.  | Stany Zjednoczone | 2 | 2 | 3 | 7     |
| 2.  | Finlandia         | 2 | 0 | 0 | 2     |
| 3.  | Węgry             | 1 | 0 | 1 | 2     |
| 4.  | Włochy            | 1 | 0 | 0 | 1     |
| 5.  | ZSRR              | 0 | 2 | 0 | 2     |
| 6.  | Bułgaria          | 0 | 1 | 0 | 1     |
| 6.  | Rumunia           | 0 | 1 | 0 | 1     |
| 8.  | Czechosłowacja    | 0 | 0 | 1 | 1     |
| 8.  | Japonia           | 0 | 0 | 1 | 1     |